# Ivar
Ivar, auch Iver oder Iwer, ist ein männlicher Vorname. Iwer ist auch ein Familienname.

## Herkunft und Bedeutung
Ivar ist ein schwedischer, dänischer, norwegischer und finnischer Vorname altnordischer Herkunft. Es handelt sich um eine moderne Form des Namens Ívarr.
Die genaue Herkunft des Namens ist nicht gesichert. Möglich sind folgende Herleitungen: 
- jüngere Form von *Iwa-har[2]: zusammengesetzt aus den Elementen YR „Eibe“, „Bogen“ und HER „Armee“, „Krieger“[3]
- Nebenform von Ingvar[2][4]: zusammengesetzt aus den Elementen ING „Yngvi“ und HER „Armee“, „Krieger“[5]
- Nebenform von Jóarr[2]: zusammengesetzt aus den Elementen JÓ „Pferd“ und HER „Armee“, „Krieger“, oder als Variante von IógæiRR zusammengesetzt aus den Elementen JÓ „Pferd“ und GEIR „Speer“[6]

## Verbreitung
Ivar ist vor allem im Norden Europas verbreitet.

## Namensträger

### Vorname

#### Ivar
- Ivar Aasen (1813–1896), autodidaktischer norwegischer Sprachforscher und Dichter
- Ivar Andrésen (1896–1940), norwegischer Opernsänger
- Ivar Ballangrud (1904–1969), norwegischer Eisschnellläufer
- Ivar Bern (* 1967), norwegischer Schachspieler
- Ivar Böhling (1889–1929), finnischer Ringer im griechisch-römischen Stil
- Ivar Breitenmoser (1951–2014), Schweizer Künstler
- Ivar Combrinck (1943–2006), deutscher Synchronsprecher
- Ivar Ekeland (* 1944), französischer Mathematiker norwegischer Abstammung
- Ivar Asbjørn Følling (1888–1973), norwegischer Chemiker und Arzt
- Ivar Giaever (1929–2025), norwegisch-amerikanischer Physiker
- Ivar Grünthal (1924–1996), estnischer Schriftsteller, Lyriker und Exilpolitiker
- Ivar Hallström (1826–1901), schwedischer Komponist
- Ivar Holmquist (1879–1954), schwedischer Sportfunktionär, erster Präsident des Internationalen Skiverbandes (FIS)
- Ívar Ingimarsson (* 1977), isländischer Fußballspieler
- Ivar Ivask (1927–1992), estnischer Lyriker und Literaturwissenschaftler
- Ivar Jacobson (* 1939), schwedischer Informatiker
- Ivar Johansson (1903–1979), schwedischer Ringer
- Ivar Knudsen (1861–1920), dänischer Ingenieur, Erfinder und Werft-Direktor
- Ivar Kreuger (1880–1932), schwedischer Großindustrieller, Streichholzkönig
- Ivar Lissner (1909–1967), deutscher Publizist und Autor
- Ivar Lo-Johansson (1901–1990), schwedischer Autor
- Ivar Lykke (1872–1949), norwegischer konservativer Politiker
- Ivar Henning Mankell (1868–1930), schwedischer Komponist
- Ivar Leon Menger (* 1973), deutscher Designer, Verleger, Hörbuchregisseur und -autor und Filmemacher
- Ivar Nørve (* 1941), norwegischer Schauspieler
- Ivar Nørgaard (1922–2011), dänischer sozialdemokratischer Politiker
- Ivar Odnes (1963–2018), norwegischer Politiker
- Ivar Ragnarsson († 873), ältester Sohn des legendären nordischen Kriegers und Helden Ragnar Lodbrok
- Ivar Rooth (1888–1972), schwedischer Bankier
- Ivar Gustaf Albert Sjöberg (1913–2003), schwedischer Fußballtorhüter
- Ivar Slik (* 1993), niederländischer Radrennfahrer
- Ivar Stukolkin (* 1960), sowjetischer Schwimmer
- Ivar Tengbom (1878–1968), Architekt, Erbauer des Hötorget in Stockholm
- Ivar Karl Ugi (1930–2005), deutsch-estnischer Chemiker
- Ivar Wickman (1872–1914), schwedischer Mediziner

#### Iver
- Iver Tildheim Andersen (* 2000), norwegischer Skilangläufer
- Iver Bjerkestrand (* 1987), norwegischer Skirennläufer
- Iver Callø (1888–1972), dänischer Politiker
- Iver Fossum (* 1996), norwegischer Fußballspieler
- Iver Hand (* 1941), deutscher Mediziner
- Iver Hesselberg (1780–1844), norwegischer Pfarrer und Dichter
- Iver Hexeberg (* 2000), norwegischer Telemarker
- Iver Hvitfeldt (1665–1710), norwegisch-dänischer Admiral
- Iver Andreas Horrem (* 1977), norwegischer Beachvolleyballspieler
- Iver Holter (1850–1941), norwegischer Komponist
- Iver Kleive (* 1949), norwegischer Organist, Pianist und Komponist
- Iver Lawson (1879–1937), US-amerikanischer Radrennfahrer
- Iver Markengbakken (* 1982), norwegischer Nordischer Kombinierer
- Iver Mathæussen (* 1869), grönländischer Landesrat
- Iver Nicholas Nelson (1893–1970), US-amerikanischer Romanist und Hispanist
- Iver Olaussen (* 2002), norwegischer Skispringer
- Iver Schriver (* 1949), dänischer Fußballspieler

### Zwischenname
- Adolf Ivar Arwidsson (1791–1858), finnischer politischer Journalist, Schriftsteller und Historiker
- Nils Ivar Bohlin (1920–2002), schwedischer Flugingenieur und Erfinder des Dreipunkt-Sicherheitsgurtes
- Bernt Ivar Eidsvig (* 1953), norwegischer Theologe, katholischer Priester und Bischof von Oslo
- Erik Ivar Fredholm (1866–1927), schwedischer Mathematiker
- Carl Ivar Hagen (* 1944), norwegischer Politiker
- Peter Iver Johannsen (1943–2024), dänisch-deutscher Generalsekretär des Bundes Deutscher Nordschleswiger
- James Iver McKay (1793–1853), US-amerikanischer Politiker
- Josef Ivar Müller (1892–1969), schweizerischer Chorleiter und Komponist
- Michael Iver Peterson (* 1943), US-amerikanischer Schriftsteller
- Lars Iver Strand (* 1983), norwegischer Fußballspieler

### Familienname
- Stan Ivar (* 1943), US-amerikanischer Schauspieler

### Sonstiges
Sonstige besonders bekannte Namensträger sind der Asteroid Ivar und ein seit 1975 nahezu unverändert erhältliches Regalsystem von IKEA.